# 藏经殿
藏经殿，位于湖南省衡阳市南岳衡山祥光峰下，始建于南朝陈光大二年。1983年，藏经殿被列为湖南省文物保护单位。

## 建筑概况
藏经殿主体为一座单檐、歇山顶宫殿式建筑，面积达300多平方米。